# Sabena-Flug 425
Der Sabena-Flug 425 (Flugnummer: SN425, Funkrufzeichen: SABENA 425) war ein Inlandslinienflug der Sabena von Costermansville nach Léopoldville. Am 4. Februar 1952 verunfallte auf diesem Flug eine Douglas DC-3/C-47A-25-DK der Sabena (OO-CBN), nachdem es infolge eines mechanischen und Strukturversagens zum Kontrollverlust gekommen war. Bei dem Unfall kamen alle 16 Personen an Bord ums Leben.

## Maschine
Das Flugzeug war eine Douglas DC-3/C-47A-25-DK. Die Maschine mit der Werknummer 26045, ursprünglich 14600, wurde während des Zweiten Weltkrieges im Werk der Douglas Aircraft Company in Oklahoma City, Oklahoma gebaut und am 1. Juni 1944 mit dem militärischen Luftfahrzeugkennzeichen 42-9358 an die United States Army Air Forces (USAAF) ausgeliefert. Die Maschine wurde im Rahmen des Leih- und Pachtgesetzes am 8. Juni 1944 an die Royal Air Force weitergegeben, welche diese mit dem militärischen Luftfahrzeugkennzeichen KG638 zuließ. Nach dem Zweiten Weltkrieg wurde die Maschine durch die RAF als Überbestand kategorisiert und ausgeflottet. Am 11. August 1946 übernahm die Sabena die Maschine und ließ sie mit dem Kennzeichen OO-CBN zu. Das zweimotorige Mittelstreckenflugzeug wurde von zwei Doppelsternmotoren Pratt & Whitney R-1830-92 Twin Wasp mit je 1.200 PS Leistung angetrieben.

## Passagiere und Besatzung
Den Flug SN425 hatten 12 Passagiere angetreten. Es befand sich eine vierköpfige Besatzung an Bord, unter Leitung des Flugkapitäns M. Adendorf.

## Unfallhergang
Während die Maschine um 12:05 Uhr Ortszeit die Provinz Kasaï überflog, trat ein mechanisches Problem am rechten Triebwerk auf. Ein Propellerblatt brach ab und schlitzte die Kabine auf. Es kam daraufhin zum Kontrollverlust, die Maschine stürzte mit nach unten ausgerichteter Flugzeugnase zu Boden. Bei dem Aufprall im Dibata-Wald in etwa 20 Kilometern Entfernung von Kikwit um 12:07 Uhr starben alle 16 Insassen der Maschine.

## Ursache
Im Rahmen der Unfalluntersuchung konnte ermittelt werden, dass es zu dem Kontrollverlust gekommen war, nachdem das abgebrochene Propellerblatt die Kabine aufgeschlitzt hatte und dabei Steuerseile durchtrennt wurden. Zu dem Abbruch des Propellerblattes war es gekommen, nachdem der rechte Motor abrupt stehengeblieben war, was seinerseits die Folge eines ermüdungsbedingten Versagens des Kolbenauges an Zylinder Nr. 6 gewesen war.